# Фернандо Беллускі
Фернандо Беллускі (ісп. Fernando Belluschi, нар. 10 вересня 1983, Діпартіменто-ді-Касерос) — аргентинський футболіст, півзахисник клубу «Естудіантес Ріо Куарто».
Виступав, зокрема, за клуби «Ньюеллс Олд Бойз» та «Порту», а також національну збірну Аргентини.
Чемпіон Аргентини. Дворазовий чемпіон Греції. Дворазовий володар Кубка Греції. Володар Суперкубка Греції. Чемпіон Португалії. Дворазовий володар Кубка Португалії. Дворазовий володар Суперкубка Португалії. Переможець Ліги Європи.

## Клубна кар'єра
Народився 10 вересня 1983 року в місті Діпартіменто-ді-Касерос. Вихованець футбольної школи клубу «Ньюеллс Олд Бойз». Дорослу футбольну кар'єру розпочав 2002 року в основній команді того ж клубу, в якій провів чотири сезони, взявши участь у 90 матчах чемпіонату. Більшість часу, проведеного у складі «Ньюеллс Олд Бойз», був основним гравцем команди.
Згодом з 2006 по 2009 рік грав у складі команд «Рівер Плейт» та «Олімпіакос». Протягом цих років двічі виборював титул чемпіона Греції, ставав володарем Суперкубка Португалії.
Своєю грою за останню команду привернув увагу представників тренерського штабу клубу «Порту», до складу якого приєднався 2009 року. Відіграв за клуб з Порту наступні три сезони своєї ігрової кар'єри. Граючи у складі «Порту» також здебільшого виходив на поле в основному складі команди. За цей час додав до переліку своїх трофеїв титул володаря Кубка Португалії, знову ставав володарем Суперкубка Португалії.
Протягом 2012—2021 років захищав кольори клубів «Дженоа», «Бурсаспор», «Крус Асуль», «Сан-Лоренсо», «Ланус» та «Ньюеллс Олд Бойз».
До складу клубу «Естудіантес Ріо Куарто» приєднався 2022 року.

## Виступи за збірну
У 2005 році дебютував в офіційних матчах у складі національної збірної Аргентини.
| Дата       | Місто        | Господарі  | Результат | Гості     | Турнір           | Голи | Примітки |
| ---------- | ------------ | ---------- | --------- | --------- | ---------------- | ---- | -------- |
| 9-3-2005   | Лос-Анджелес | Аргентина  | 1 – 1     | Мексика   | товариський матч | -    | 46'      |
| 18-4-2007  | Мендоса      | Аргентина  | 0 – 0     | Чилі      | товариський матч | -    | 82'      |
| 29-3-2011  | Сан-Хосе     | Коста-Рика | 0 – 0     | Аргентина | товариський матч | -    | 46'      |
| 1-6-2011   | Абуджа       | Нігерія    | 4 – 1     | Аргентина | товариський матч | -    | 55' 61'  |
| 5-6-2011   | Варшава      | Польща     | 2 – 1     | Аргентина | товариський матч | -    | 46'      |
| 14-11-2017 | Краснодар    | Аргентина  | 2 – 4     | Нігерія   | товариський матч | -    | 63'      |
| Усього     |              | Матчів     | 6         |           | Голів            | 0    |          |

## Титули і досягнення

### Командні
- Чемпіон Аргентини (1):

«Неелл'с Ольд Бойс»: Apertura 2004
- Володар Суперкубка Аргентини (1):

«Сан-Лоренсо де Альмагро»: 2015
- Чемпіон Греції (2):

«Олімпіакос»: 2007-2008, 2008-2009
- Володар Кубка Греції (2):

«Олімпіакос»: 2007-2008, 2008-2009
- Володар Суперкубка Греції (1):

«Олімпіакос»: 2007
- Чемпіон Португалії (1):

«Порту»: 2010-2011
- Володар Кубка Португалії (2):

«Порту»: 2009-2010, 2010-2011
- Володар Суперкубка Португалії (2):

«Порту»: 2009, 2010
- Переможець Ліги Європи (1):

«Порту»: 2010-2011

### Особисті
- Футболіст року в Аргентині: 2016